# Ray van Zeschau

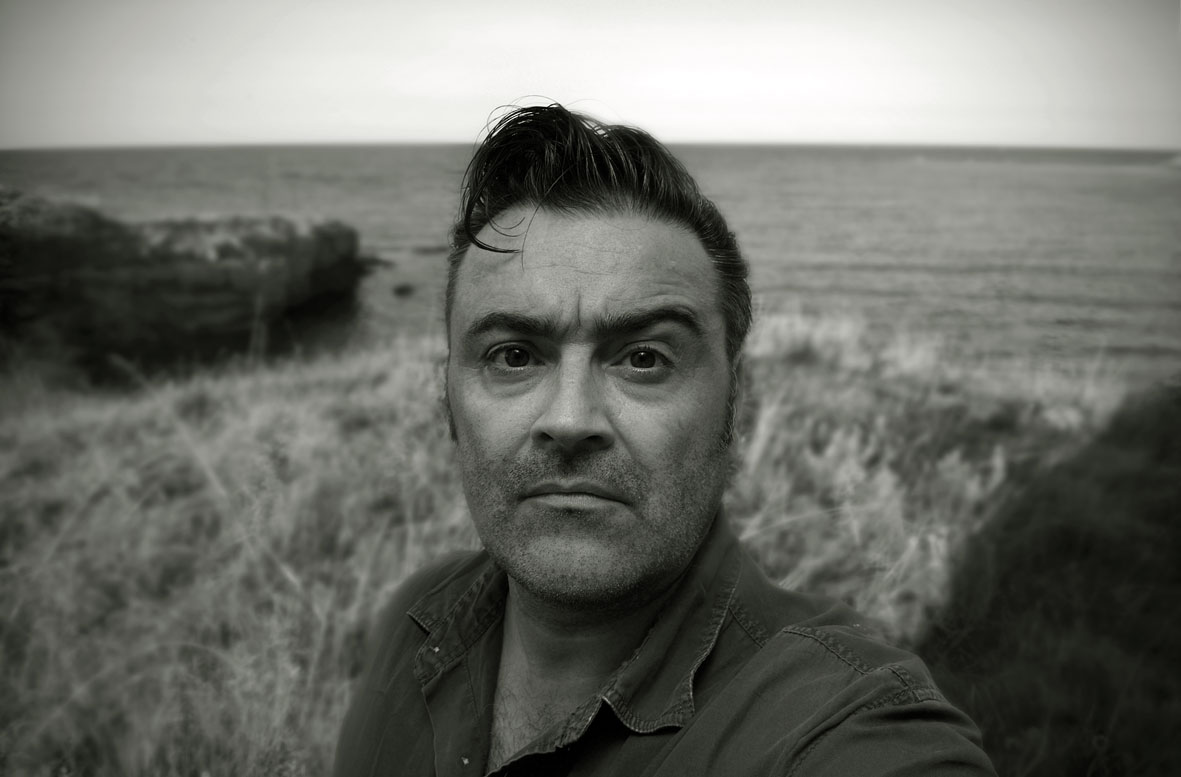
Ray van Zeschau

Ray van Zeschau , bis 1997 R.J.K.K.Hänsch (* 12. April 1964 in Sofia, Bulgarien) ist ein deutscher Sänger, Fotograf, Filmschaffender, Schauspieler und Journalist.

## Biografie
Im Jahr 1984 begann van Zeschau mit ersten Foto- und Filmarbeiten und gründete 1985 mit dem Seemann und Posaunisten Rainer A. Schmidt sowie dem Maler Wolf Götz Richter die Friedrichstädter Künstlergruppe Strand und zeitgleich die Filmgruppe FESA (feige sau). 1986 organisierten sie das erste illegale Filmfestival in Dresden mit über 100 Besuchern. Im Jahre 1987 experimentierte van Zeschau zusammen mit dem chilenischen Maler Juan Hernando León mit dem Medium Film an der Hochschule für Bildende Künste Dresden. Es folgten Filmarbeiten für die Inszenierung Marsyas oder der Preis sei nichts Drittes von Carsten Ludwig (Regie) und Matthias Bolz (Ausstattung) an der Staatsoper Dresden. 1988 wurde er Sänger der neubelebten Musiklegende Freunde der italienischen Oper (FDIO), in der er seine filmischen Arbeiten u. a. mit H. G. Griese weiterführte und fast alle Songtexte schrieb. Er gab sich bis zur vorläufigen Trennung der Band zu Ehren seines Stiefvaters Wolfgang Hänsch, des Chefarchitekten des Wiederaufbaus der Semperoper, den Künstlernamen R.J.K.K. Hänsch.
1989 engagierte Wolfgang Engel die Freunde der italienischen Oper für seine Faust-I-&-II-Inszenierung am Staatsschauspiel Dresden mit Ray van Zeschau in der Rolle des Euphorion. Dort spielte van Zeschau neben solchen Größen wie Marita Böhme, Hasko Weber und Horst Krause.
1990 wurde der FESA-Film Frustratorische Assoziationen 86 zur Ausstellungseröffnung „Leibesvisitation“ und zur Amtseinführung von Martin Roth als Direktor des Deutschen Hygiene-Museums im Steinsaal mit den „Freunden der italienischen Oper“ aufgeführt und löste einen Skandal aus. Kurzfristig genehmigte 1991 der Intendant des Staatsschauspiel Dresdens, Dieter Görne, das Vorhaben der FDIO, eine eigene einmalige Revue auf den Brettern des Staatsschauspielhauses aufzuführen. Mit 1200 Besuchern erreichten sie dann die Kapazität des Hauses. Somit sind die FDIO die erste Rockband in der Geschichte des Hauses. Ihr folgten noch Bands und Interpreten wie Die Toten Hosen oder Nina Hagen.
1992 nahmen Ray van Zeschau und die Freunde der italienischen Oper Dank Alfred Hilsbergs als erste Dresdner Band an der größten internationalen Musikmesse, der Popkomm, in Köln teil. Anfang der 1990er Jahre galten FDIO unter vielen Journalisten als beste und innovativste Band der neuen Länder. Ende 1992 löste sich die Band auf, so dass der zweite Plattendeal bei Alfred Hilsbergs What’s So Funny About mit Ex-Yello Carlos Perón als Produzenten nicht mehr zustande kam. Ray van Zeschau zog sich aufs Land nach Rockau zurück, kaufte sich ein Pferd, wurde „Cowboy“ und Reitlehrer und trainierte unter anderem Schauspielstudenten vom Staatsschauspiel Dresden. Einmal verlieh er sein Pferd „Cheyenne“ an Rik Battaglia, den „Mörder Winnetous“. Ab 1996 widmete er sich wieder intensiv der Photographie und zeigte seine erste Ausstellung „Lö Big Macke“.
1997 kehrte er zur Musik zurück und gründet mit Jens Gouthier die Rock-’n’-Roll- und Rockabillyband Ray & The Rockets. Ein Jahr später wurde er erstmals als freischaffender Journalist tätig und schrieb sowie fotografierte für verschiedenste Magazine und Zeitschriften. Weiterhin widmete er sich immer noch der Filmkunst. Von 1997 bis 2000 entstanden dabei Filmcollagen für Hasko Webers „Hamletmaschine/Hamlet“ oder das Horrorvideo für András Fricsays A-Clockwork-Orange-Inszenierung. Der Film Hamletmaschine wurde 1998 zur Eröffnung der Ausstellung „Gewaltakte – 12 Positionen zur Gewalt“ im Hochbunker Köln-Ehrenfeld gezeigt. 2002 drehte und produzierte Ray van Zeschau mit Ralf Kukula von der Firma „Balancefilm“ den Film „… man spart sich den Weg nach Venedig“ – Kleine Friedrichstädter Flutgeschichten. Der Film porträtiert die Ereignisse der so genannten Jahrhundertflut in Dresden-Friedrichstadt. Am 17. April 2004 trat Ray van Zeschau anlässlich seines vierzigsten Geburtstages nach zwölf Jahren Pause noch einmal mit den Freunden der italienischen Oper im traditionsreichen Dresdner Ballhaus „Gare de la Lune“ gemeinsam mit Die Art auf. Im November 2005 standen Ray van Zeschau und die Freunde der italienischen Oper für den ARTE-Dokumentarfilm „Der Bass René Pape – Mein Herz brennt“ noch einmal gemeinsam im Studio vor der Kamera, und Ray van Zeschau sowie Opernsänger René Pape vor dem Mikrofon. 2005 entstand van Zeschaus bisher letzter Film „Statt Dresden“, für die „Dresden Rolle“, die anlässlich der 800-Jahr-Feier Premiere hatte und zum 18. Filmfest Dresden sowie im MDR gezeigt wurde. 2007 formierte er das eigentlich nur für einen Abend gedachte 50er-Jahre-Psychometalprojekt The Distorted Elvises, das er dann aber drei Jahre später mit Rajko Gohlke, Tex Morton und Boris Israel Fernandez als feste Band wiederbelebte.
Fünf Jahre nach dem letzten Auftritt der Freunde der italienischen Oper gelang es dem Journalisten und Kunstwissenschaftler Alexander Pehlemann und dem Schauspiel Leipzig am 17. November 2009 FDIO im Saal des Centraltheater Leipzig wieder auf die Bühne zu bringen. Da ein Auftritt in der letzten Besetzung von 1992 nicht mehr möglich war, holte Sänger R.J.K.K. Hänsch eine fast neue Besetzung ins Boot, mit Rajko Gohlke am Bass, Tex Morton und Alex Anthony Faide an den Gitarren sowie Boris Israel Fernandez am Schlagzeug.
2012 gründete er mit Rajko Gohlke das Akustikduo Ray’n’Rajko. 2013 musste Alex Anthony Faide Deutschland verlassen und kehrte in seine Heimatstadt Buenos Aires zurück. Nach vier Jahren wiederholter Pause von FDIO wurde Gitarrist Joey A. Vaising (The Sonic Boom Foundation, ehemals The Tishvaisings, Think About Mutation) neues Mitglied der Band, die seit 2018 wieder aktiv auf Tour ist und erstmals 2019 auch zum Wave-Gotik-Treffen ins Schauspielhaus Leipzig eingeladen wurde.
2019 begann er als Protagonist, deutscher Produzent und Co-Regisseur an den Dreharbeiten zu dem deutsch/bulgarischen Dokudrama Mein Onkel Lubo, welches die künstlerische Lebensgeschichte seines bulgarischen Onkels, des 2016 verstorbenen Künstlers Ljuben Stoev zum Inhalt hat. 2020 veröffentlichte FDIO gemeinsam mit der Leipziger Band Die Art die 12"-Split-Picture-EP Brüder zur Sonne zur Freiheit, mit der sie im Frühjahr 2020 gemeinsam auf Tour gehen wollten, was aber durch die Coronamaßnahmen und im Zuge der Lockdowns auf 2023 verschoben werden musste.
2025 wurden Ray van Zeschau und Rainer A. Schmidt anlässlich des 29. Sofia International Filmfestivals eingeladen, Filme ihrer DDR-Undergroundfilmgruppe FESA, sowie Filme der „Freunde der italienischen Oper“ im Sonderprogramm ПИКНИК В РАЙОНА НА ЗОНАТА – (Picknick am Zonenrand) aufzuführen, in welchem van Zeschaus Musikfilm Der leere Raum vom aktuellen Album der FDIO Kassandras Komplex seine Kinoweltpremiere beging und den Höhepunkt des Abends bildete.
Ray van Zeschau arbeitet neben seinen musikalischen und filmischen Projekten als freischaffender Fotograf und Journalist.
Er lebt und arbeitet in Dresden, Berlin und Sofia.

## Filme und Videos
- Ines
- Wir die Lieben
- Labyrinth
- Schauspielhaus
- Frustratorische Assoziationen 86
- War scheinlich
- Warten auf Bodó
- Brut (mit Suheer Saleh)
- Die ersten Fünf Minuten nach dem Tod
- In D wird immer noch geträumt
- machine
- unlimited surprises (mit Susanne Hoss)
- surreal minds
- holiday
- memory (mit Susanne Böwe)
- for vincent (mit Susanne Böwe & Katherina Lange)
- 1989
- run my love
- Teddy goes to Golgatha
- Hamletmaschine
- „… man spart sich den Weg nach Venedig“ – Kleine Friedrichstädter Flutgeschichten
- Statt Dresden (Buch / Regie) (mit Kiyo Kamei, Ralph Qno Kunze, Roger Baptist)
- Das neue Dresden, auf den Spuren eines Verlustes. (Beteiligung)
- Good Morning, Captain, Regie: Jacky Stoev (Szenenfotos)
- Mein Onkel Lubo, Protagonist, Co-Regie, Musiker, Texter, Deutscher Produzent, Regie: Nikola Boshnakov
- That’s Allright Mama, The Distorted Elvises, Regie, Schnitt, Produktion
- Der leere Raum, FDIO, Regie, Kamera, Schnitt

## Bands
- Kot MPi
- Freunde der italienischen Oper
- Ray & The Rockets
- The Legendary Rockin’ Satellites
- The Distorted Elvises
- Ray’n’Rajko

## Tonträger
- 1990: Freunde der italienischen Oper – Mutmaßliche Terroristen in Haft… / Gott schütze den Innenminister (Tape)
- 1990: Freunde der italienischen Oper – Live in Munich (Tape)
- 1991: Freunde der italienischen Oper – Il Grande Silenzio (Tape)
- 1991: Freunde der italienischen Oper – Live im Schauspielhaus Dresden (Tape)
- 1991: Freunde der italienischen Oper – Live in Dresden (Tape)
- 1991: Freunde der italienischen Oper – Um Thron und Liebe (LP)
- 1996: Freunde der italienischen Oper – Edle Einfalt Stille Größe (CD, Strandard63)
- 1997: Freunde der italienischen Oper – Um Thron und Liebe (CD, Strandard63 / What’s So Funny About)
- 1997: Freunde der italienischen Oper – Um Thron und Liebe / Edle Einfalt Stille Größe (CD-Box, Strandard63 / What’s So Funny About)
- 1998: Ray & The Rockets – Rock the Universe (7″-Vinyl-EP, Strandard63)
- 1999: Ray & The Rockets – The Truth About Rosswein 47 (7″-Vinyl-Single, Strandard63)
- 2000: Ray & The Rockets – Boogie from Outer Space (7″-Vinyl-EP, Strandard63)
- 2001: Ray & The Rockets – Kosakabilly from Baikanur (7″-Vinyl-EP, Strandard63)
- 2002: Ray & The Rockets – The EP & Single Collection (CD, Strandard63)
- 2018: Freunde der italienischen Oper – Via Dolorosa (CD, Strandard63)
- 2020: Freunde der italienischen Oper – Via Dolorosa (LP, Major Label & Strandard63)
- 2020: Freunde der italienischen Oper mit Die Art, Brüder zur Sonne zur Freiheit – 12 Inch Vinyl Picture Split-EP (Major Label)
- 2023: The Distorted Elvises – Gun in Acapulco (12″-Mini-LP/EP, Strandard63 / Major Label)
- 2024: Freunde der italienischen Oper – Kassandras Komplex, LP/CD/Tape (hardhatarea / Strandard63 / Major Label)
- 2025: The Shower – Als wär’s das letzte Mal, 7" Vinyl Single (Rundling) (Als Gastsänger)
- 2020: Freunde der italienischen Oper, Brüder, hört die Signale!,  mit Die Art,  – 12 Inch Vinyl Picture Split EP (Major Label)

### Sampler
- 1990: Dresden History 2 1988–1989 (Tape)
- 1990: Dresden 1990 (Tape)
- 1991: Ausbruchsversuch Nr. 3 (Tape)
- 1992: Eine eigene Gesellschaft mit eigener Moral (CD, What’s So Funny About)
- 2001: Musik in Deutschland 1950–2000 (CD, RCA / Bertelsmann)
- 2006: Spannung Leistung Widerstand – Magnetbanduntergrund DDR 1979-89 (CD, ZickZack)
- 2007: Kinder der Maschinenrepublik (CD)

### Bootlegs
- 1991: Live im Theaterclub Karl-Marx-Stadt (Tape)
- 1991: Live im OJH Riesa (Tape)
- 1991: Live im JFZ Neuruppin (Tape)
- 1991: Live im B-Plan Karl-Marx-Stadt (Tape)

### Gastbeiträge
- 1992: Think About Mutation – Housebastards (Tape)
- 1993: Think About Mutation – Motorrazor (CD, Dynamica)
- 2005: Mad Rust (CD)
- 2010: Rummelsnuff (DVD, Brüder / Kino Karlshorst)
- 2025: The Shower – Als wär’s das letzte Mal, 7" Vinyl Single (Rundling) (Als Gastsänger)

## In Film und TV
- 1980: „Arzt in Uniform“ Regie: Wolf-Dieter Panse
- 1989: „Razvodat sega“ (mit Samuel Finzi) Regie: Jacky Stoev
- 1989: Ikarus/She Kill The Laugh, als Euphorion/Ikarus, Kamera: Thomas Plenert, Regie: Michael Knof – Faust II, Regie: Wolfgang Engel
- 1990: „Im Osten nichts Neues“ Regie: Tim Lienhard
- 1990: Aspekte, ZDF
- 1991: Hot Spot, MDR
- 2003: „Meine große Liebe“, Regie: Peter Kahane
- 2005: „Mein Herz brennt – Der Bass René Pape“, Regie: Sibylle Muth
- 2009: „Sliwowitz“, Rummelsnuff – Kino Karlshorst DVD mit Brüder EP (Universal Music / Out of Line)
- 2015: „Синема вариете“ – Джеки Стоев, Българска Национална Телевизия – Bulgarisches Nationales Fernsehen
- 2019: „Les espoirs perdus de la Réunification“, Regie: Géraldine Schwarz, France 5
- 2020: MDR um 4 – Opernsänger René Pape zu Gast – Mitteldeutscher Rundfunk/MDR
- 2023: Mein Onkel Lubo, (Darsteller, Musiker, Deutscher Produzent, Co-Regie), Regie: Nikola Boshnakov

## Ausstellungen
- 1990 Frühlingssalon, Hochschule für Bildende Künste Dresden (Beteiligung)
- 1996 „Lö Big Macke“ Staatsschauspiel Dresden
- „Unser Schiff heißt MULE BETINA NYKØBING M“ Gemeinschaftsausstellung mit Siegfried Haas, World Trade Center Dresden
- 2015 „Bilderladen“ Galerie Holger John (Beteiligung)
- 2019 „Sag mir wo Du stehst – 30 Jahre Mauerfall | Kunst aus Ost & West“, Galerie Holger John (Beteiligung)